# Labourd

Ligging van Labourd

Labourd (Baskisch: Lapurdi), is een voormalige provincie en een traditionele Baskische provincie gelegen in Frans-Baskenland.en in het uiterste zuidwesten van Frankrijk aan de Golf van Biskaje. De streek behoort tot het Franse departement Pyrénées-Atlantiques, de meest zuidelijke van de regio Nouvelle-Aquitaine en het was de meest zuidelijke onderprovincie van Gascogne. De belangrijkste steden zijn Bayonne en Biarritz.

## Lijst van plaatsen in Labourd
| officiële (Franse) naam             | Baskische naam       |
| ----------------------------------- | -------------------- |
| Ahetze                              | Ahetze               |
| Ainhoa                              | Ainhoa               |
| Anglet                              | Angelu               |
| Arbonne                             | Arbona               |
| Arcangues                           | Arrangoitze          |
| Ascain                              | Azkaine              |
| Bardos                              | Bardoze              |
| Bassussarry                         | Basusarri            |
| Bayonne                             | Baiona               |
| Biarritz                            | Miarritze            |
| Bidart                              | Bidarte              |
| Biriatou                            | Biriatu              |
| Bonloc                              | Lekuine              |
| Boucau                              | Bokale               |
| Briscous                            | Beskoitze            |
| Cambo-les-Bains                     | Kanbo                |
| Ciboure                             | Ziburu               |
| Espelette                           | Ezpeleta             |
| Guéthary                            | Getaria              |
| Guiche                              | Gixune               |
| Halsou                              | Haltsu               |
| Hasparren                           | Hazparne             |
| Hendaye                             | Hendaia              |
| Itxassou                            | Itsasu               |
| Jatxou                              | Jatsu                |
| Lahonce                             | Lahuntze             |
| Larressore                          | Larresoro            |
| Louhossoa                           | Luhuso               |
| Macaye                              | Makea                |
| Mendionde                           | Lekorne              |
| Mouguerre                           | Mugerre              |
| Saint-Jean-de-Luz                   | Donibane Lohizune    |
| Saint-Pée-sur-Nivelle               | Senpere              |
| Saint-Pierre-d'Irube                | Hiriburu             |
| Sare                                | Sara (Sarako Herria) |
| Souraïde                            | Zuraide              |
| Urcuit                              | Urketa               |
| Urrugne                             | Urruña               |
| Urt                                 | Ahurti               |
| Ustaritz                            | Uztaritze            |
| Villefranque (Pyrénées-Atlantiques) | Milafranga           |